# Zimmeracker
Das Gebiet Zimmeracker ist ein mit Verordnung vom 21. September 2001 durch die Körperschaftsforstdirektion Freiburg ausgewiesener Bannwald (Schutzgebiet-Nummer 100057) bei Pforzheim in Baden-Württemberg.
Der Bannwald umfasst die Abteilungen 88–90 (je ganz) sowie 82 und 91 (je teilweise) des Distriktes I „Hagenschieß“ im Staatswald Pforzheim.

## Lage und Beschreibung
Das Schutzgebiet befindet sich südöstlich des Pforzheimer Stadtteils Würm. Es liegt im Staatswald Pforzheim und umfasst die Abteilungen 88–90 (je ganz) sowie 82 und 91 (je teilweise) des Distriktes I „Hagenschieß“.
Der Bannwald überlagert sich mit neun Biotopen: Bannwald „Zimmeracker“ – Tiervorkommen (Biotopnummer 271182315152), Bannwald „Zimmeracker“ – Feuchtgebiet (Biotopnummer 271182315151), Bannwald „Zimmeracker“ – Tümpel (Biotopummer 271182315136),
Trockenmauer Würmhalde (Biotopnummer 271182313252), Bannwald „Zimmeracker“ – Bergwerksschächte (Biotopnummer 271182315154), Bannwald „Zimmeracker“ – Trockenmauer N Ruine (Biotopnummer 271182315157),
BW „Zimmeracker“ – Ruine mit Tiervorkommen (Biotopnummer 271182315159), Bannwald „Zimmeracker“ – Felswand O Ruine (Biotopnummer 271182315158), Bannwald „Zimmeracker“ – Strukturreicher Wald (Biotopnummer 271182315161).
Im Süden grenzt der Bannwald an das Naturschutzgebiet Unteres Würmtal. Der Bannwald liegt im Landschaftsschutzgebiet für den Stadtkreis Pforzheim.
Der Bannwald hat Anteil am FFH-Gebiet Enztal bei Mühlacker und die Burgruine Liebeneck liegt im Bannwald.

## Vegetation
Im Bannwald kommen laut Waldbiotopkartierung die folgenden Arten vor:
Berg-Ahorn, Echter Wurmfarn, Rotbuche, Wald-Schwingel, Waldmeister, Kleines Springkraut, Einblütiges Perlgras, Gemeine Fichte,
Waldkiefer, Gewöhnliche Douglasie, Traubeneiche, Stieleiche, Brombeeren, Große Brennnessel, Sperber, Hohltaube,
Schwarzspecht, Waldschnepfe, Waldkauz, Grasfrosch, Kriechender Günsel, Knoblauchsrauke, Schwarz-Erle, Hänge-Birke, Bitteres Schaumkraut,
Wald-Schaumkraut, Hänge-Segge, Winkel-Segge, Wald-Segge, Gegenblättriges Milzkraut, Rasen-Schmiele, Roter Fingerhut, Gewöhnlicher Dornfarn,
Gewöhnlicher Wasserdost, Gemeine Esche, Gundermann, Flutender Schwaden, Flatter-Binse, Taubnesseln, Kleine Wasserlinse, Weißliche Hainsimse,
Vogelknöterich, Pappeln, Schwimmendes Laichkraut, Erdbeer-Fingerkraut, Stieleiche, Kriechender Hahnenfuß, Sal-Weide, Wald-Ziest,
Gewöhnliche Vogelmiere, Bachbunge, Wald-Veilchen, Blaugrüne Mosaikjungfer, Erdkröte, Grasfrosch, Wald-Engelwurz, Drahtschmiele,
Einjähriges Berufkraut, Rossminze, Ampfer, Asch-Weide, Spitzahorn, Braunstieliger Streifenfarn, Gemeine Hasel, Wald-Erdbeere,
Gemeiner Efeu, Gemeine Hainbuche, Europäische Lärche, Großes Mausohr, Weiß-Tanne, Wald-Knäuelgras, Wald-Bingelkraut, Mauerlattich,
Gewöhnlicher Tüpfelfarn, Schwarzer Holunder, Große Sternmiere, Winterlinde, Sommerlinde, Bergulme, Schwarze Tollkirsche, Wiesen-Bärenklau,
Hundsrose, Europäische Eibe, Feldahorn, Gefleckte Taubnessel, Hain-Rispengras, Stachel-Segge, Besenginster, Gewöhnliche Goldnessel,
Ruprechtskraut, Wald-Habichtskraut, Vogelkirsche, Ährige Johannisbeere, Echte Mehlbeere, Vogelbeere, Salbei-Gamander,
Mittelspecht.

## Schutzzweck
Der Schutzzweck des Bannwalds ist gemäß Schutzgebietsverordnung
- Die unbeeinflusste Entwicklung eines naturnahen, stark vom Sturm beeinträchtigten Waldökosystems das als repräsentativ für autochtone Buchen- und Laubwaldgesellschaften auf den Buntsandstein-Standorten des Nordschwarzwaldes gilt, mit seinen Tier- und Pflanzenarten zu sichern sowie die wissenschaftliche Beobachtung der Entwicklung zu gewährleisten.
- Dies beinhaltet den Schutz der Lebensräume und -gemeinschaften, die sich im Gebiet befinden oder durch die eigendynamische Entwicklung des Waldbestandes entstehen.

## Betreuung
Wissenschaftlich betreut wird der Bannwald durch die Forstliche Versuchs- und Forschungsanstalt Baden-Württemberg (BVA).